# Горбунов, Анатолий Прокопьевич
Анатолий Прокопьевич Горбунов (27 ноября 1924, Заложное, Уральская область — 20 июня 2007, Аша, Челябинская область) — сталевар мартеновского цеха Ашинского металлургического завода, Челябинская область. Почётный металлург (1952). Герой Социалистического Труда (1958).

## Биография
Анатолий Прокопьевич Горбунов родился 27 ноября 1924 года в крестьянской семье в селе Заложном (деревня Россия-Заложное) Большезаложинского сельсовета Марайского района Курганского округа Уральской области РСФСР. Решением Курганского облисполкома от 23 марта 1964 года № 106 деревня Большое Заложное, деревня Малое Заложное и деревня Россия-Заложное объединены в деревню Заложное; ныне деревня входит в Варгашинский муниципальный округ Курганской области.
В 1941 году окончил восемь классов в родном селе и отправился в город Аша Челябинской области, где продолжил обучение в школе ФЗО при Ашинском металлургическом заводе. После окончания школы ФЗО, с 1942 года — подручный сталевара, сталевар на Ашинском металлургическом заводе. Совершенствуя свою квалификацию, обучался на курсах в Свердловске и Нижнем Тагиле, стал мастером скоростного сталеварения.
Принимал активное участие в общественной жизни завода. Стал инициатором различных социалистических соревнований на заводе, выступил одним из инициаторов увеличения объёма выплавки стали, и в 1957 на 4-й мартеновской печи завода было выпущено металла на 40 тонн больше обычной нормы. Экономия времени на каждую плавку составляла в среднем около 43 минут. С 1958 года — бригадир сталеваров мартеновской печи. Бригада Анатолия Горбунова ежегодно перевыполняла план.
Указом Президиума Верховного Совета СССР от 19 июля 1958 года за выдающиеся заслуги в деле развития чёрной металлургии удостоен звания Героя Социалистического Труда с вручением ордена Ленина и золотой медали «Серп и Молот».
В 1966 году, к дню открытия XXIII съезда КПСС, бригада добилась перевыполнения плана и работала без брака.
Избирался делегатом съезда профсоюзов рабочих металлургической промышленности (1962), депутатом Ашинского и Миньярского Совета депутатов трудящихся (1958), был наставником молодёжи.
Анатолий Прокопьевич Горбунов умер 20 июня 2007 года в городе Аше Ашинского городского поселения Ашинского района Челябинской области. 

## Награды
- Герой Социалистического Труда, 19 июля 1958 года
  - Орден Ленина № 371302
  - Медаль «Серп и Молот» № 9016
- медали
- Почётный металлург, 1952

## Память
Доска почёта размещена в 2015 году на фасаде дома, где проживал Герой, г. Аша, ул. Ленина, 4 — 54°59′24″ с. ш. 57°16′41″ в. д.